# Station Moyeuvre-Grande
Station Moyeuvre-Grande is een spoorwegstation in de Franse gemeente Moyeuvre-Grande.